# Monte Utero
Il monte Utero è un rilievo dell'Appennino umbro-marchigiano, tra il Lazio e l'Umbria, tra la provincia di Perugia e la provincia di Rieti.

## Descrizione
Si trova tra il comune di Norcia, dove cade la cima, e il comune di Accumoli. A sud della montagna si trova il Monte Morale, mentre verso nord lo spartiacque di confine prosegue in direzione del Monte dei Signori (1781 m).

## Geologia
La cima fa parte di una dorsale di natura calcarea.